# Comarca da Mariña Occidental
A Mariña Occidental is een comarca van de Spaanse provincie Lugo, gelegen in de autonome regio Galicië. De hoofdstad is Viveiro.

## Gemeenten
Cervo, Ourol, O Vicedo, Viveiro en Xove.